# Tramway Chillon-Byron-Villeneuve
La société du tramway Chillon-Byron-Villeneuve (CBV) est créée en 1903 pour prolonger le tramway Vevey-Montreux-Chillon et desservir l'hôtel Byron et la commune de Villeneuve dans le canton de Vaud en Suisse.

## Histoire

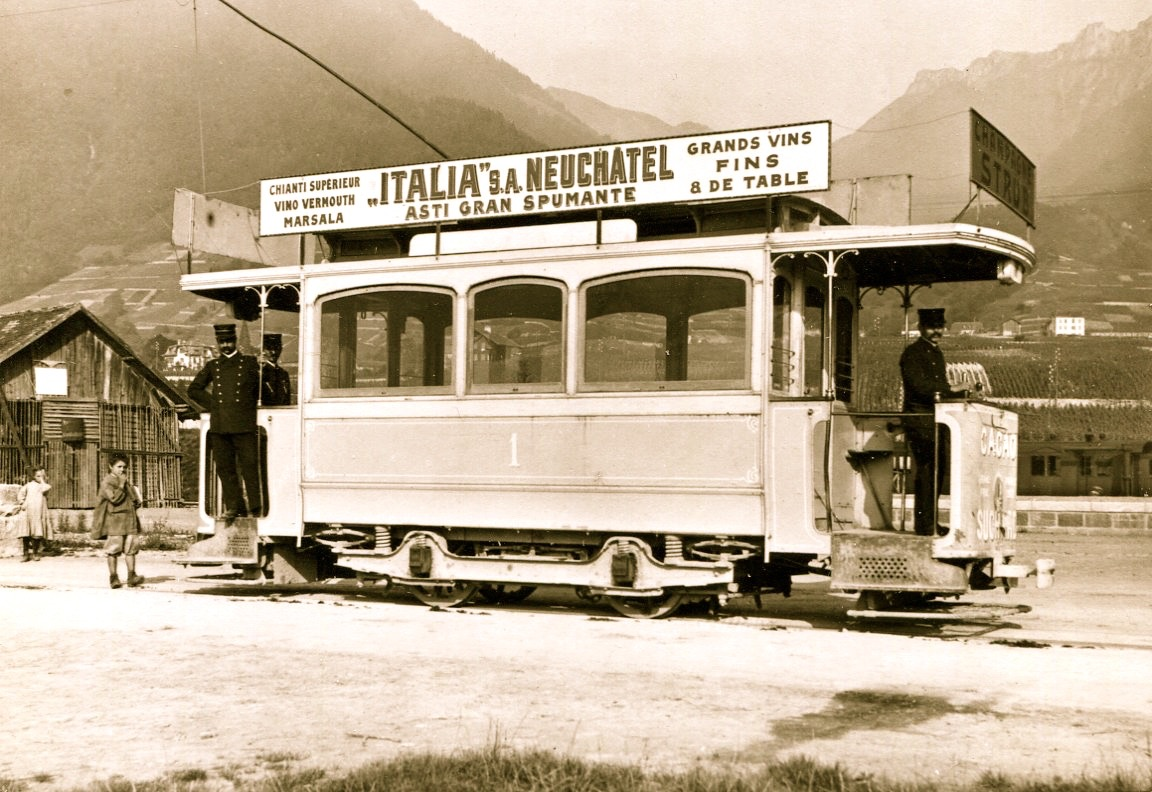
Tramway Chillon-Byron-Villeneuve

La concession d'un tramway entre Chillon et Villeneuve est attribuée le 24 avril 1902 à Georges Masson, propriétaire à Montreux, Amiguet de Villeneuve et Chenaux, président du conseil communal à Villeneuve. 
Ces derniers créent la société du tramway Chillon-Byron-Villeneuve dont le siège social se trouve à Villeneuve où résident les actionnaires. Les statuts sont approuvés le 19 mars 1903.
En 1913 la Société est absorbée par la Société électrique Vevey-Montreux exploitante du tramway Vevey-Montreux-Chillon. La Compagnie du tramway électrique Vevey-Montreux-Chillon-Byron-Villeneuve (VMCV) est alors créée.
En 1952, le 23 avril le tramway disparait.

## La ligne
- Chillon à Byron et Villeneuve (2,5km): ouverture le  14 décembre 1903[4],

Le dépôt se trouvait à Clarens il était commun au tramway VMC

## Matériel roulant
- no 1 à 3; motrices électriques à 2 essieux, livrées en 1903 par SIG, poids à vide 7 tonnes, puissance 20cv,

## Alimentation électrique
L'alimentation se faisait en courant continu à la tension de 480 volts par une ligne bipolaire composée de deux fils aériens. Le courant était capté par deux perches équipant chaque tramway. Ce mode de captation permettait de circuler sur la ligne du tramway Vevey-Montreux-Chillon conduisant au dépôt de Clarens.